# Lages
Lages (ursprünglich Lajes, amtlich portugiesisch Município de Lages) ist eine Stadt im brasilianischen Bundesstaat Santa Catarina. Sie hatte 2010 etwa 157.000 Einwohner.
Am 22. November 1776 wurde der Ort gegründet. 1860 erhielt er den Status einer Stadt. 1960 wurde der Name der bis dahin Lajes heißenden Stadt in Lages geändert.
Die Stadt verfügt über einen Flughafen mit dem Namen Aeroporto Antônio Correia Pinto Macedo (IATA-Code: LAY).

## Religion

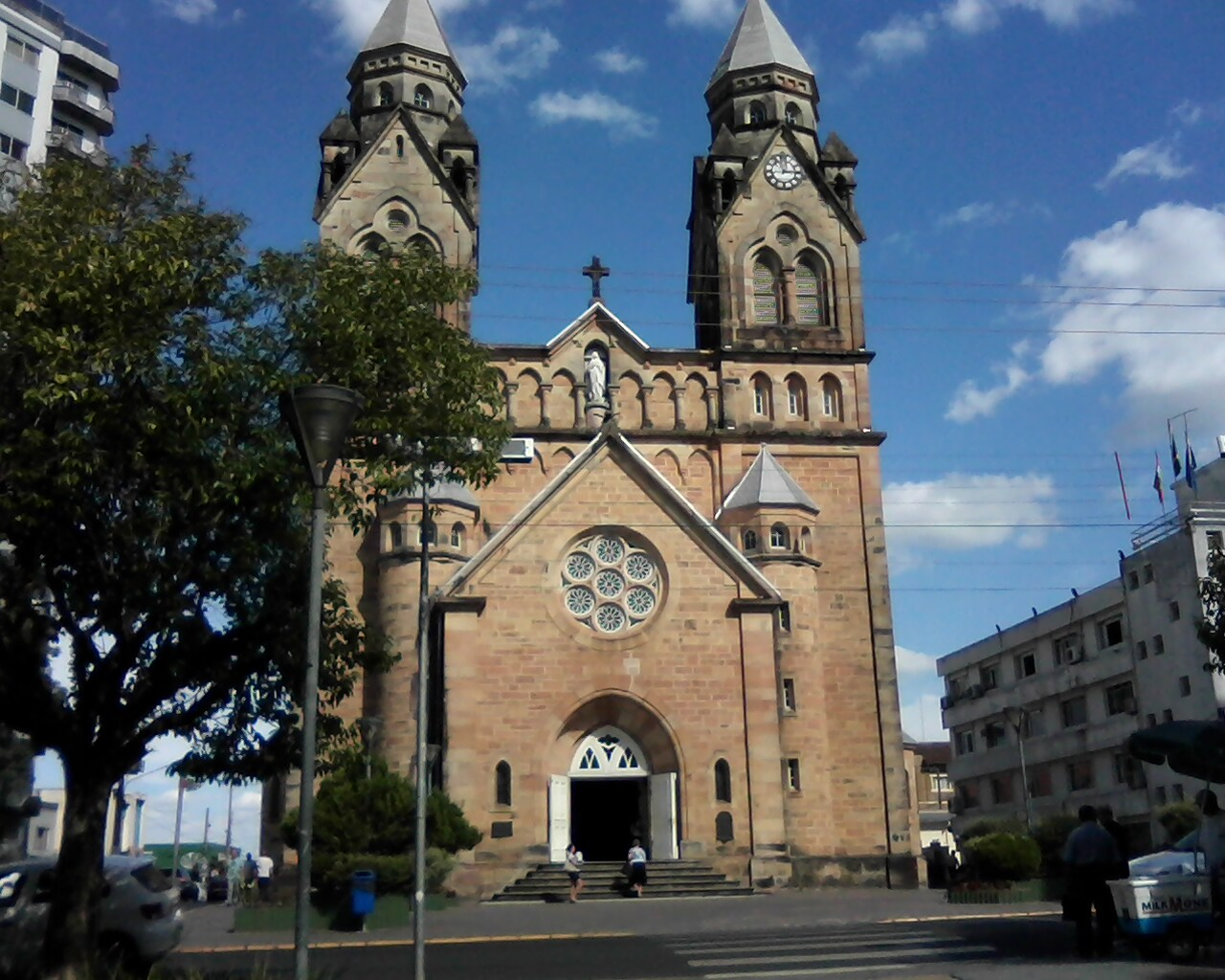
Kathedrale Nossa Senhora dos Prazeres in Lages

Lages ist Sitz des römisch-katholischen Bistums Lages. Bischofskirche ist die Kathedrale Nossa Senhora dos Prazeres.